# Fyrrens sprækkesvamp
Fyrrens sprækkesvamp, Lophodermium seditiosum, er en svampeart som blev beskrevet af Minter, Staley & Millar 1978. Fyrrens sprækkesvamp indgår i slægten Lophodermium, og familien Rhytismataceae. Arten er reproducerende i Sverige. Ingen underarter kendes.
Svampen fremkalder for tidligt nålefald hos f.eks. skovfyr.